# Ludovico Caldesi
Ludovico Caldesi (Faenza, 19 de febrero de 1821 – ibíd. 25 de mayo de 1884) fue un micólogo, botánico y político italiano.

## Biografía
Primero fue estudiante de Filippo Parlatore y luego de Giuseppe De Notaris, alternó el estudio de la botánica, con la especialización sobre briófitas, también estudió espermatófitas y algas, además de una intensa actividad política, durante el Risorgimento. De ideales liberales, participó, intensamente, del motín revolucionario del 1848, siendo electo al año siguiente en la Asamblea constituyente de la República Romana de 1849. Después de la Unificación italiana, y en particular en 1866, fue elegido diputado del Regno d'Italia de 1861 a 1946.
Se ocupó de redirigir, para las recolecciones de Flora italiana de Parlatore, la sección relativa a las primuláceas. Sus otros estudios sobre flora, recogidas bajo el título Florae Faventinae Tentamen, fueron publicados principalmente en tramos, en el «Nuovo Giornale Botanico Italiano». Donó su Herbario al Jardín botánico de la Universidad de Bolonia de la Universidad de Bolonia, que todavía conserva. Su biblioteca, que comprendía más de 1.400 volúmenes de botánica y ciencias naturales, formó el fondo intitulado Biblioteca comunal Manfrediana de Faenza.

## Honores

### Epónimo
Género
- (Alismataceae) Caldesia Parl.[1]